# Claus-Dieter Offen
Claus-Dieter Offen (* 10. Mai 1939 in Hamburg) ist ein ehemaliger deutscher Politiker (CDU). Von 1986 bis 1987 gehörte er der Hamburgischen Bürgerschaft an.

## Leben und Wirken
Claus-Dieter Offen ist der Sohn des Buchhalters Paul Offen und dessen Frau Frieda, geb. Trede. Nach dem Besuch der Gorch-Fock-Schule in Blankenese absolvierte er ab 1955 eine Kfz-Lehre und erhielt 1958 seinen Gesellenbrief. Danach leistete er den Grundwehrdienst bei der Luftwaffe. 1960 heiratete er Dagmar, geb. Lampe, mit der er zwei Söhne bekam. 1969 wurde er Meister des Kfz-Handwerks. Im Folgejahr übernahm er die Betriebsleitung des Hamburger Unternehmens Carl-Wilhelm Brammer GmbH.
1977 trat Offen der CDU bei und wurde im Jahr darauf Mitglied des Ortsausschusses Blankenese. 1982 folgte seine Wahl zum Abgeordneten der Bezirksversammlung Altona. Im November 1986 zog er in die 12. Hamburgische Bürgerschaft ein. Nach gescheiterten Koalitionsverhandlungen kam es jedoch bereits im Mai 1987 zu Neuwahlen, so dass Offen sein Mandat wieder verlor. Stattdessen wurde er 1987 erneut in die Bezirksversammlung Altona gewählt.